# Lorenzo Kom'boa Ervin
Lorenzo Kom'boa Ervin (nascido em 1947) é um escritor e militante anarquista negro americano. Ele é um ex-membro do Partido dos Panteras Negras e do Concerned Citizens for Justice. Nasceu em Chattanooga, Tennessee, e vive em Memphis, Tennessee, desde 2010.

## Juventude e ativismo
Quando tinha 12 anos, Ervin se juntou a juventude do NAACP e participou dos protestos sit-in que ajudaram a acabar com a segregação racial em Chattanooga. Ele foi convocado durante a Guerra do Vietnã e serviu no exército por dois anos, onde se tornou um ativista anti-guerra. Em 1967 ele se juntou ao Student Nonviolent Coordinating Committee e, pouco tempo depois, ao Partido dos Panteras Negras. Ervin foi acusado de duas acusações de sequestro de avião no Tribunal Distrital dos Estados Unidos para o Estado da Geórgia. Um júri condenou Ervin por ambas as acusações, pelas quais o juiz distrital federal Albert Henderson impôs uma sentença de prisão perpétua, depois que o júri se recusou a recomendar a sentença de morte buscada pelo promotor. Ervin foi a primeira pessoa a receber prisão perpétua por sequestro de aeronave sob as leis dos Estados Unidos. Anteriormente, a pena mais severa imposta pelo delito era de 25 anos de reclusão.
Ervin aprendeu sobre anarquismo pela primeira vez enquanto estava na prisão no final dos anos 1970. Ele leu vários livros anarquistas, e seu caso foi adotado pela Cruz Negra Anarquista, uma organização de apoio aos prisioneiros políticos. Enquanto estava na prisão, Ervin escreveu vários panfletos anarquistas, incluindo Anarquismo e a Revolução Negra, que foi reimpresso várias vezes e é considerado seu trabalho mais conhecido.
Eventualmente, os desafios legais de Ervin e uma campanha internacional levaram à sua libertação da prisão após 15 anos.

## Ativismo pós-prisão
Após sua libertação, Ervin voltou para Chattanooga, onde se envolveu com um grupo local de direitos civis chamado Concerned Citizens for Justice, lutando contra a brutalidade policial e a Klan. Em 1987, Ervin ajudou a entrar com uma ação coletiva de direitos civis que resultou na reestruturação do governo de Chattanooga e na eleição de vários vereadores negros.
Em 26 de abril de 2008, Ervin e sua esposa, JoNina Abron-Ervin organizaram uma marcha e um comício em Nashville, Tennessee, para protestar contra a morte de dois jovens nas instalações do Tennessee no Chad Youth Enhancement Center e a morte de vários prisioneiros no Centro de Detenção de Nashville, supostamente por guardas daquela instalação.
Em 12 de junho de 2012, Ervin e outros ativistas negros realizaram uma conferência chamada "Vamos Organizar o Bairro", e lá criaram a Memphis Black Autonomy Federation para combater os altos níveis de desemprego e pobreza nas comunidades afro-americanas, a brutalidade policial galopante, incluindo o uso injustificado de força letal e a prisão em massa de negros e outros povos de cor pelo governo dos Estados Unidos por meio de sua Guerra às Drogas, que Ervin e outros ativistas afirmam ser injustamente dirigida às comunidades negras e de cor.

## Tour pela Austrália
Em julho de 1997, Lorenzo Kom'boa Ervin foi convidado para uma turnê na Austrália pela organização anarquista local "Angry People". A organização de extrema direita Australians Against Further Immigration levantou uma polêmica com a Ministra da Imigração em exercício, Amanda Vanstone . Então, a política anti-imigração Pauline Hanson acusou-o de ser "um conhecido terrorista e traficante de armas".
O primeiro-ministro John Howard ficou horrorizado ao saber que Lorenzo Kom'Boa Ervin havia recebido um visto e estava visitando a Austrália, e oficiais da Imigração começaram uma investigação urgente, detendo Ervin em Brisbane e cancelando seu visto. O visto foi cancelado sob o argumento de que ele não era de bom caráter, o que Ervin contestou.
Ervin visitou 20 países em viagens de palestras desde sua libertação da prisão em 1983. O visto australiano de Ervin foi concedido por meio de um sistema eletrônico de hospedagem em Los Angeles . A prisão de Ervin foi levada ao Supremo Tribunal da Austrália, onde o Chefe de Justiça, Sir Gerard Brennan, restaurou o visto de Ervin e ordenou sua libertação da prisão, dizendo que Ervin não parecia ter recebido justiça natural, além de repreender os advogados do governo por sugerirem que ele não tinha poder para ouvir o caso.
O Governo Federal concordou em pagar as custas judiciais de Ervin.  Ervin afirmou que o Sr. Howard deveria se desculpar.
A detenção de Ervin estimulou protestos internacionais que incluíram piquetes de embaixadas e consulados australianos na África do Sul, Grécia, Itália, Suécia, Reino Unido, Irlanda, Nova Zelândia e Estados Unidos.
Imediatamente após sua libertação de quatro dias de prisão, Ervin compareceu as celebrações do NAIDOC em Musgrave Park, West End, como convidado do povo Murri ( indígenas australianos de Queensland), e fez um breve discurso. Ervin continuou sua turnê de palestras, enquanto os oficiais da Imigração preparavam mais questionamentos para ele. Enquanto viajava em sua turnê de palestras, Ervin tentou visitar o ativista do movimento Pantera Negra australiano Denis Walker na Cessnock Jail, mas teve o acesso negado pela polícia e carcereiros.
Diz-se que as ações do governo geraram atenção e publicidade para Ervin e resultaram em muito mais pessoas participando de sua turnê de palestras do que seria o caso de outra forma.
O caso resultou no Ministro da Imigração, Philip Ruddock, interrompendo uma viagem ao exterior para supervisionar o tratamento da questão pela Imigração. Ervin deixou a Austrália em 24 de julho de 1997, alegando que os oficiais da Imigração ameaçaram deportá-lo se ele ficasse por mais tempo. Logo depois, Ruddock anunciou uma atualização dos sistemas de alerta de migrantes da Austrália e endureceu seus procedimentos de triagem de visto, com verificação mais rigorosa de candidatos de "alto risco".